# Бальивиан, Хосе
Хосе Бальивиан (Бальивьян) Сегурола (исп. José Ballivián Segurola; 5 мая 1805 — 6 октября 1852) — боливийский генерал времён войны против Перу-боливийской конфедерации, 11-й президент Боливии в 1841—1847 годах.

## Биография
Бальивиан родился в городе Ла-Пас в состоятельной семье. Сделал блестящую военную карьеру, дослужившись до должности командующего армией (июнь 1841). В 1822 году был убеждённым роялистом, однако в возрасте 18 лет присоединился к повстанческой армии Ланс. В 1830-х годах поддерживал Санта-Круса.
Его звёздный час наступил, когда ему исполнилось 37 лет. В это время он объединил под своим командованием силы, которые поддерживали и Веласко и Санта-Круса. Эта армия дала отпор перуанским войскам под командованием президента Августина Гамарра. Последний был захвачен в плен и заключен. Эти события подтвердили боливийскую независимость. После этого Конгресс поспешил провозгласить Бальивиана временным президентом. Маршал Санта-Крус, который в это время находился во Франции, дал своё согласие на передачу власти Бальивиану.
Официально он был избран на пост главы государства в 1842 году. Бальивиан сразу приступил к проведению важных реформ, включая пересмотр конституции. В главном он продолжил поддержку принципов Санта-Круса, что привлекло на его сторону сторонников маршала. Бальивиан стал первым правителем, который обратил внимание на административное деление страны, а также определение её границ, в том числе и внутренних.
Несмотря на все успехи, Бальивиан имел сильных противников, среди которых выделялся харизматичный генерал Мануэль Исидоро Бельсу. Противостояние с последним накануне Рождества 1847 года поставило страну на грань гражданской войны. В результате Бальивиан был вынужден передать власть председателю Государственного совета Эусебио Гиларте Вера и оставить столицу, а впоследствии — и страну. Сначала он жил в Чили, а затем переехал в Рио-де-Жанейро, где провел остаток дней своей жизни. Умер неожиданно в возрасте 47 лет, однако в Боливии его считают одним из величайших деятелей и президентов в истории страны. Его сын, Адольфо, пошёл по отцовским стопам и также стал президентом Боливии в 1873 году.